# Izidor Seviljski
Sveti Izidor Seviljski, svetnik, teolog, cerkveni učitelj, * okoli 556, Cartagena, † 4. april 636, Sevilla (Španija).
Izidor Seviljski se je rodil okoli leta 556 v španskem mestu Kartagina. Po smrti brata Leandra je postal škof v Sevilli. Zavzemal se je za izobraževanje in vodil več sinod in koncilov. Bil je velik učenjak in po njegovi zaslugi zahod pozna Aristotla.
Napisal je več knjig, njegovo zadnje in izredno delo pa je bila v srednjem veku zelo priljubljena Etymologiae, enciklopedija vsega znanja njegovega časa v 20 zvezkih. Napisal pa je tudi knjigo z naslovom Chronica majora, ki popisuje zgodovino od stvarjenja do leta 615. V njegovem času je bila Španija polna privržencev arianizma, ki zanika Kristusovo božanstvo. S svojimi gorečimi pridigami je pripomogel k spreobrnjenju Vizigotov od arianizma h katoliški veri. Umrl je 4. aprila leta 636.
Leta 1598 je bil razglašen za svetnika, 1722 pa za cerkvenega učitelja. Papež Janez Pavel II. je 7. februarja 2001 imenoval svetega Izidorja Seviljskega, zadnjega latinskega cerkvenega očeta. Je tudi narodni zavetnik Španije. Praznuje se ga 4. aprila.